# Municipio de Clay (condado de Howard, Arkansas)
El municipio de Clay (en inglés: Clay Township) es un municipio ubicado en el condado de Howard en el estado estadounidense de Arkansas. En el año 2010 tenía una población de 155 habitantes y una densidad poblacional de 2,16 personas por km².

## Geografía
El municipio de Clay se encuentra ubicado en las coordenadas 34°13′56″N 93°57′50″O / 34.23222, -93.96389. Según la Oficina del Censo de los Estados Unidos, el municipio tiene una superficie total de 71.7 km², de la cual 71,63 km² corresponden a tierra firme y (0,1 %) 0,07 km² es agua.

## Demografía
Según el censo de 2010, había 155 personas residiendo en el municipio de Clay. La densidad de población era de 2,16 hab./km². De los 155 habitantes, el municipio de Clay estaba compuesto por el 95,48 % blancos, el 0,65 % eran afroamericanos, el 1,29 % eran amerindios, el 0,65 % eran isleños del Pacífico, el 1,29 % eran de otras razas y el 0,65 % eran de una mezcla de razas. Del total de la población el 5,81 % eran hispanos o latinos de cualquier raza.